# Lucie Silvas
Lucie Silvas, född Lucie Joanne Silverman 4 september 1977 i Kingston upon Thames, London, är en engelsk singer-songwriter.
Lucie Silvas föddes i en judisk familj i Kingston upon Thames, London. Hennes föräldrar var stora musikälskare och Silvas sade att det inspirerade hennes karriär. Dessutom var hennes mor Isabella sångerska och ville själv ha en musikkarriär.
Silvas bodde i London till det att hon blev 2 år, och flyttade sedan till Nya Zeeland för att hennes far hittade ett hus som var till salu, bredvid en golfbana. I Nya Zeeland var hon medlem i Habonim, och var inblandad i andra judiska moment.
Hon flyttade till Thames Ditton, England när hon var 13. Intresserad av judism, blev hon snart medlem i Wimbledon District Synagogue Choir.